# Ríos Guadiaro y Hozgarganta
Ríos Guadiaro y Hozgarganta este o arie protejată (arie specială de conservare — SAC, sit de importanță comunitară — SCI) din Spania întinsă pe o suprafață de 380,81 ha, integral pe uscat.

## Localizare
Centrul sitului Ríos Guadiaro y Hozgarganta este situat la coordonatele 36°19′06″N 5°18′50″W / 36.3184°N 5.314°V.

## Înființare
Situl Ríos Guadiaro y Hozgarganta a fost declarat sit de importanță comunitară în decembrie 2000 pentru a proteja 14 specii de animale. Situl a fost protejat și ca arie specială de conservare în ianuarie 2015.

## Biodiversitate
Situată în ecoregiunile marină mediteraneană și mediteraneană, aria protejată conține 10 habitate naturale: Tufărișuri termo-mediteraneene și de pre-deșert, Dehesas cu Quercus spp. perene, Estuare, Galerii și tufărișuri riverane sudice (Nerio-Tamaricetea și Securinegion tinctoriae), Galerii de Salix alba și de Populus alba, Păduri de Olea și Ceratonia, Pajiști umede mediteraneene cu ierburi înalte de Molinio-Holoschoenion, Terase mlăștinoase și terase nisipoase neacoperite de apă la reflux, Păduri termofile cu Fraxinus angustifolia, Pseudostepă cu ierburi și specii anuale de Thero-Brachypodietea.
La baza desemnării sitului se află mai multe specii protejate:
- păsări (3): pescăruș albastru (Alcedo atthis), Aquila fasciata, vultur pescar (Pandion haliaetus)
- amfibieni (1): Discoglossus galganoi
- mamifere (6): vidră de râu (Lutra lutra), liliac cărămiziu (Myotis emarginatus), liliac comun (Myotis myotis), liliacul mediteranean cu potcoavă (Rhinolophus euryale), liliacul mare cu potcoavă (Rhinolophus ferrumequinum), liliacul mic cu potcoavă (Rhinolophus hipposideros)
- nevertebrate (2): Gomphus graslinii, Macromia splendens
- pești (2): Petromyzon marinus, Pseudochondrostoma willkommii